# Enenga
Les Enenga sont une ethnie gabonaise du groupe Myènè qui vit au nord-est de Lambaréné.

## Langue
La classification des langues bantoues établie par Malcolm Guthrie ne prenait pas en compte le dialecte enenga, rattaché au groupe myènè. Des travaux récents proposent de lui attribuer le code B11f.
En 2000 le nombre de locuteurs de cette langue était estimé entre 1 000 et 5 000.